# Nublu
Nublu, pseudonimo di Markkus Pulk (Keila, 26 giugno 1996), è un rapper estone, uno degli artisti di maggior successo in Estonia, il rapper estone «più influente» per due anni consecutivi, nonché il detentore del maggior numero di Eesti Muusikaauhinnad vinti (16) e della maggior quantità di numero uno nella Eesti Tipp-40 (9).

## Biografia
Originario di Keila, Nublu ha iniziato la propria attività musicale nel 2018 con la pubblicazione del suo primo singolo, Kassipulma aftekas. Ha visto la svolta commerciale nell'estate del medesimo anno attraverso l'uscita di Mina ka, una collaborazione con la partecipazione di Reket, e Öölaps!. Entrambi i singoli si sono posti in vetta alla classifica dei singoli estone, mantenendo lo stesso posizionamento per rispettivamente sette e dieci settimane. In questo modo sono risultati i due singoli più consumati dell'anno, permettendo quindi al rapper di conseguire il titolo di artista maschile dell'anno e miglior canzone dell'anno per Mina ka agli Eesti Muusikaauhinnad 2019.
Nel corso del 2019 sono stati messi in commercio svariati singoli, tra cui Aluspükse e Für Oksana, tutti e due numero uno nella Eesti Tipp-40, e due delle tre hit più vendute in Estonia dell'intero anno. Ha inoltre tenuto concerti e partecipato a festival di carattere nazionale. Agli EMA 2020 è risultato il più grande vincitore della serata, ottenendo altre quattro statuette.
Nel 2020 ha inciso Croissantid, 1-2 e Laiaks lüüa, nonché una collaborazione con Mikael Gabriel intitolata Universum, che è arrivata in top five in Finlandia. Per aver totalizzato oltre 40 000 unità in determinato paese, ha ricevuto la certificazione di platino. Il singolo è contenuto nel primo album in studio di Nublu Café kosmos, uscito a dicembre e distribuito per mezzo della Universal, il cui successo gli ha permesso di essere l'artista più premiato agli Eesti Muusikaauhinnad per un secondo anno di fila grazie a ulteriori sei vittorie. Con il fine di promuovere il disco il rapper ha annunciato il Kohviku tuur. Inizialmente previsto nella stagione estiva del 2021, ha subito un rinvio all'agosto seguente a causa della pandemia di COVID-19.

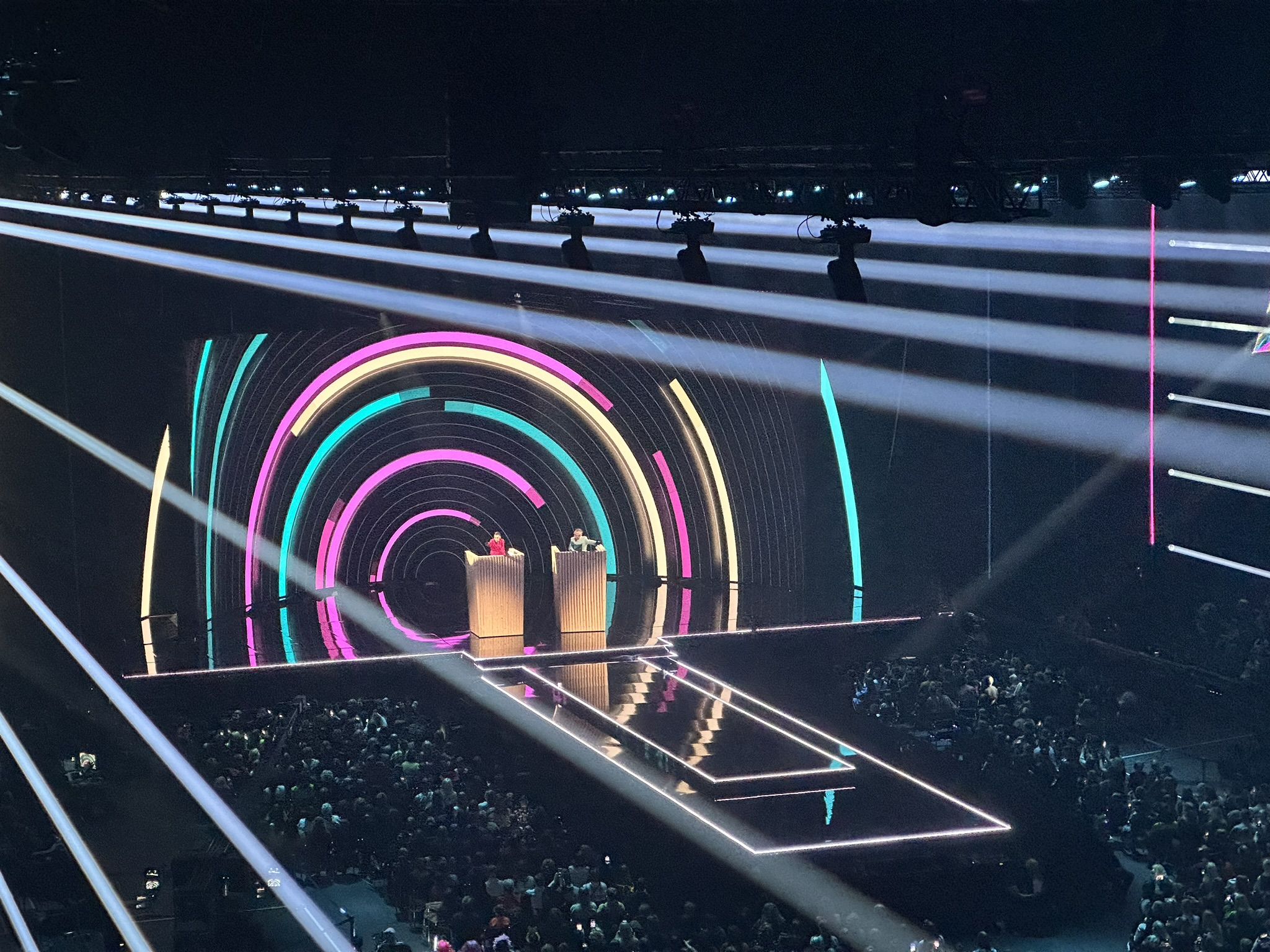
Nublu mentre si esibisce assieme a Mikael Gabriel sulle note di Vox populi a Uuden Musiikin Kilpailu 2024

Il 31 dicembre 2021 viene resa disponibile Vihje, nuovamente realizzata con Mikael Gabriel, che ha segnato la sua seconda top ten nella hit parade finlandese. Assieme a Gabriel ha preso parte a Uuden Musiikin Kilpailu, il metodo di selezione finlandese per l'Eurovision Song Contest 2024, dove i due artisti hanno presentato l'inedito Vox populi. Nonostante non abbia vinto la competizione, il brano è stato accolto positivamente dal pubblico: ha dapprima raggiunto la 4ª posizione della Suomen virallinen lista, e si è successivamente classificato 3º all'evento.
Nel maggio 2024 ha poi firmato un contratto con la divisione finlandese della Island, incidendo il successo Push It, vincitore dell'EMA alla canzone dell'anno e di quello al video dell'anno, nonché decima numero uno del rapper in patria. Nublu è stato l'artista estone più popolare a livello radiofonico durante l'anno con oltre 30 000 passaggi rilevati dalla Tophit.
Il secondo EP, intitolato Supersuure hoolega, è in collaborazione con Vaiko Eplik ed è uscito nel maggio 2025.

## Discografia

### Album in studio
- 2020 – Café kosmos

### Album dal vivo
- 2023 – R2imerahvas (Live at Poco.Art)

### EP
- 2024 – Kirjadkoju.zip
- 2025 – Supersuure hoolega (con Vaiko Eplik)

### Singoli
- 2018 – Kassipulma aftekas
- 2018 – Mina ka (feat. Reket)
- 2018 – Rulli rulli rulli (Nublu Remix) (con le Öed)
- 2018 – Öölaps!
- 2018 – TMT
- 2019 – Tsirkus (con i 5miinust e Pluuto)
- 2019 – Muusikakool
- 2019 – Rotterdam
- 2019 – Aluspükse (con i 5miinust)
- 2019 – Für Oksana (con Gameboy Tetris)
- 2020 – Croissantid
- 2020 – 1-2
- 2020 – Laiaks lüüa
- 2020 – Universum (con Mikael Gabriel)
- 2021 – Biology (con i Cartoon e Gameboy Tetris)
- 2021 – Uputada merre (con Whogaux)
- 2021 – Vihje (con Mikael Gabriel)
- 2022 – Pagasita peruus (Aguascalientes)
- 2022 – Barranco
- 2022 – V6sa
- 2022 – Kastehein
- 2022 – Minna koos (con Kaw)
- 2022 – Kuhu kadus sten? (con Gameboy Tetris)
- 2023 – Ära ärata
- 2023 – Duubel5-V2.Mp3
- 2023 – Kõrvetab/Kallab (con i 5miinust)
- 2023 – Heikki???
- 2023 – Trammipark!!
- 2024 – Vox populi (con Mikael Gabriel)
- 2024 – Yao Ming (con Mikael Gabriel)
- 2024 – Push It (feat. Maria Kallastu)

## Tournée
- 2022 – Kohviku tuur
- 2023 – Kuum tuur (con i 5miinust)

## Riconoscimenti
- Eesti Muusikaauhinnad
  - 2019 – Artista maschile dell'anno[13]
  - 2019 – Miglior canzone dell'anno per Mina ka[13]
  - 2019 – Candidatura alla Miglior canzone dell'anno per Öölaps![13]
  - 2020 – Artista hip hop/R&B dell'anno[42]
  - 2020 – Artista maschile dell'anno[42]
  - 2020 – Video musicale dell'anno per Für Oksana[42]
  - 2020 – Miglior canzone dell'anno per Für Oksana[42]
  - 2020 – Candidatura all'Artista dell'anno[42]
  - 2021 – Album dell'anno per Café kosmos[43]
  - 2021 – Artista maschile dell'anno per Café kosmos[43]
  - 2021 – Album di debutto dell'anno per Café kosmos[43]
  - 2021 – Artista hip hop/R&B dell'anno per Café kosmos[43]
  - 2021 – Video musicale dell'anno per Universum[43]
  - 2021 – Artista dell'anno[43]
  - 2021 – Candidatura alla Miglior canzone dell'anno per Croissantid[43]
  - 2021 – Candidatura alla Miglior canzone dell'anno per Universum[43]
  - 2023 – Candidatura all'Artista hip hop/rap dell'anno[44]
  - 2023 – Candidatura all'Artista maschile dell'anno[44]
  - 2023 – Video musicale dell'anno per Kastehein[44]
  - 2023 – Candidatura al Video musicale dell'anno per Vihje[44]
  - 2023 – Candidatura alla Canzone dell'anno per Kastehein[44]
  - 2024 – Candidatura all'Artista hip hop/R&B dell'anno[45]
  - 2024 – Candidatura al Video musicale dell'anno per Ära ärata[45]
  - 2024 – Candidatura al Video musicale dell'anno per Kõrvetab[45]
  - 2025 – Artista pop dell'anno[38]
  - 2025 – Candidatura all'Artista maschile dell'anno[46]
  - 2025 – Canzone dell'anno per Push It[38]
  - 2025 – Video musicale dell'anno per Push It[38]

- Emma gaala
  - 2020 – Candidatura al Video musicale dell'anno per Universum[47]

- MyHits Awards
  - 2018 – Artista dell'anno[48]
  - 2018 – Candidatura alla Rivelazione dell'anno[48]
  - 2018 – Hit dell'anno per Mina ka[48]